# Порш, Николай Владимирович
Никола́й Влади́мирович Порш (19 октября 1879, Лубны, Полтавская губерния, Российская империя — 16 апреля 1944, Берлин, нацистская Германия) — украинский государственный и дипломатический деятель, посол УНР в Германии (1919—1920), член Учредительного собрания, экономист.

## Биография

### Ранние годы
Николай Порш родился в немецко-еврейской дворянской семье в городе Лубны. Отец Николая был юристом.
Учился в Лубенской гимназии, позже — в Киевском университете св. Владимира. С 1890-х годов Порш, придерживавшийся марксистских взглядов, принимал участие в украинском национальном движении и в скором времени примкнул к кружку РУП, а к 1903 году фактически возглавил его. В 1905 году он сменил Дмитрия Антоновича, вместе с которым ранее редактировал газету «Труд», в качестве лидера РУП и занялся созданием новой программы партии, в основу которой легла переориентация с крестьянства на рабочий класс. После ликвидации партии он был вынужден эмигрировать во Львов.
В 1906 году, вскоре после основания УСДРП, Порш, наряду с Дмитрием Антоновичем, Владимиром Винниченко и Симоном Петлюрой, стал одним из её лидеров.

### После революции
18 декабря 1917 года Порш был назначен Генеральным секретарём (министром) по военным делам УНР, сменив Симона Петлюру. При нём войска Центральной рады потерпели ряд существенных поражений в боях против наступающих советских войск под командованием М. А. Муравьёва (например, под Крутами) и оставили более половины территории. В 1917—1918 годах Порш также состоял в ЦК УСДРП, возглавлял Украинский Совет рабочих депутатов. При гетмане Скоропадском был арестован в июле 1918 года.
При Директории был назначен послом в Берлин (1919—1920). В 1920 году отошёл от политической деятельности. После ликвидации УНР обосновался в Германии.

### В эмиграции
В эмиграции жил в Германии. Писал труды по экономике, переводил на украинский язык сочинения Карла Маркса.
В 1944 году погиб в Берлине (по другой версии — пропал без вести).